# Mmanxotae
Mmanxotae é uma vila localizada no Distrito Central em Botswana. Possuía, em 2011, uma população estimada de 643 habitantes.